# Mečov (Hořičky)
Mečov (niem. Metschow czy Mečow) – dzielnica czeskiej gminy Hořičky w powiecie Náchod.

## Geografia i przyroda

### Położenie
Miejscowość leży na granicy powiatów Náchod i Trutnov na obszarze katastralnym Křižanov u Mezilečí.
Teren ten jest jednym z ostatnich południowych odnóg wyżyny Podkrkonošská pahorkatina, które są najbardziej widoczne w pobliżu wsi, przede wszystkim w lasu Barchoviny.

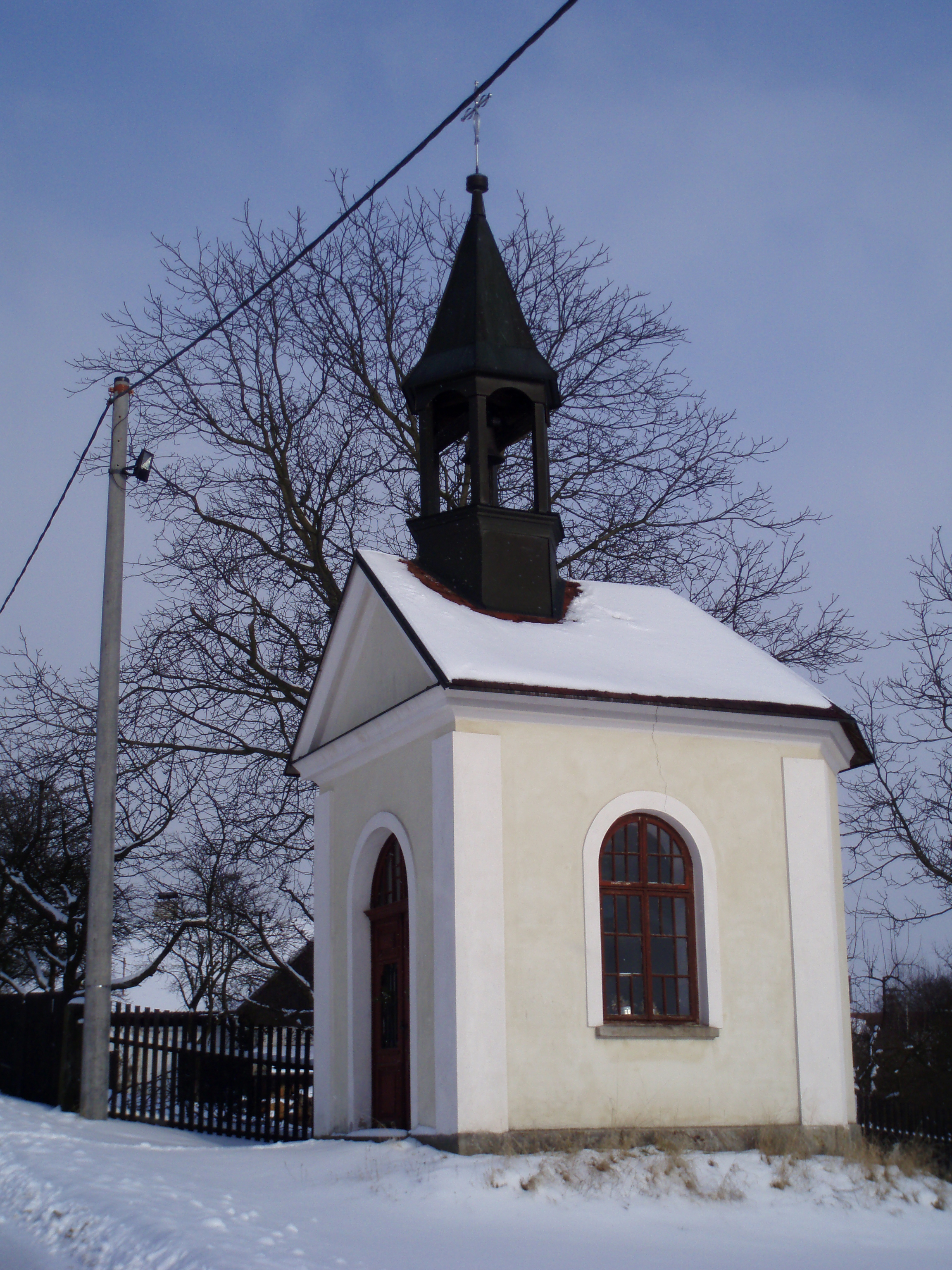
Kapliczka

Północna granica Mečova składa się z lasu Barchoviny, który dotyka gminy Libňatov. We wschodnim sąsiedztwie znajduje się Křižanov, kolejna dzielnica gminy Hořičky. W południowej części leży gmina Litoboř i jej odludzie V Táboře, na południowym wschodzie gmina Slatina nad Úpou oraz na wschodzie jej dzielnica Končiny.
Miejscowe nazwy na terenie gminy
| Grupy nazw | Nazwy                                                                      |
| Lasy       | Barchoviny                                                                 |
| Pola, łąki | Barchovinská stráň – Mečovská stráň – Nízký Tábor – Pod Olšinou – U olšiny |
| Wzgórza    | Na příčnici – Vysoký Tábor                                                 |

Jego współrzędne geograficzne: 50° 27’ 54.47’’ długości geograficznej wschodniej oraz 16° 00’ 54.43’’ szerokości geograficznej północnej.

### Powierzchnia
Mečov tworzy razem z Křižanovem jeden obszar katastralny. Dlatego wszystkie dostępne materiały prezentują tylko powierzchnię całego obszaru katastralnego, który wynosi 220,65 ha.

### Hydrologia
Miejscowość leży w dorzeczu Úpy. Najważniejszym ciekiem jest bezimienny potok, który jest opisywany przez niektórych autorów jako początek Potoku Slatińskiego (przez innych autorów jest jego początek w Křižanovie).

### Geomorfologia i geologia
Teren wsi znajduje się w południowej części Wyżyny Podkarkonoskiej. Geomorfologicznie leży na południowym wschodzie Podgórza Karkonoskiego, lub raczej jego części zwanej Kocléřovský hřbet, a od północnego zachodu w kierunku zachodnim ciągnie się jej częściowy grzbiet zwany Hořičský hřbet, który po prostu jest przedziałem pomiędzy pofalowanym rejonem Podkarkonosza i płaską Płytą Czeską. Na wschodzie Hořičský hřbet przechodzi w Wyżynę Olešenską, którą poza katastrem wsi przecina rzeka Úpa.

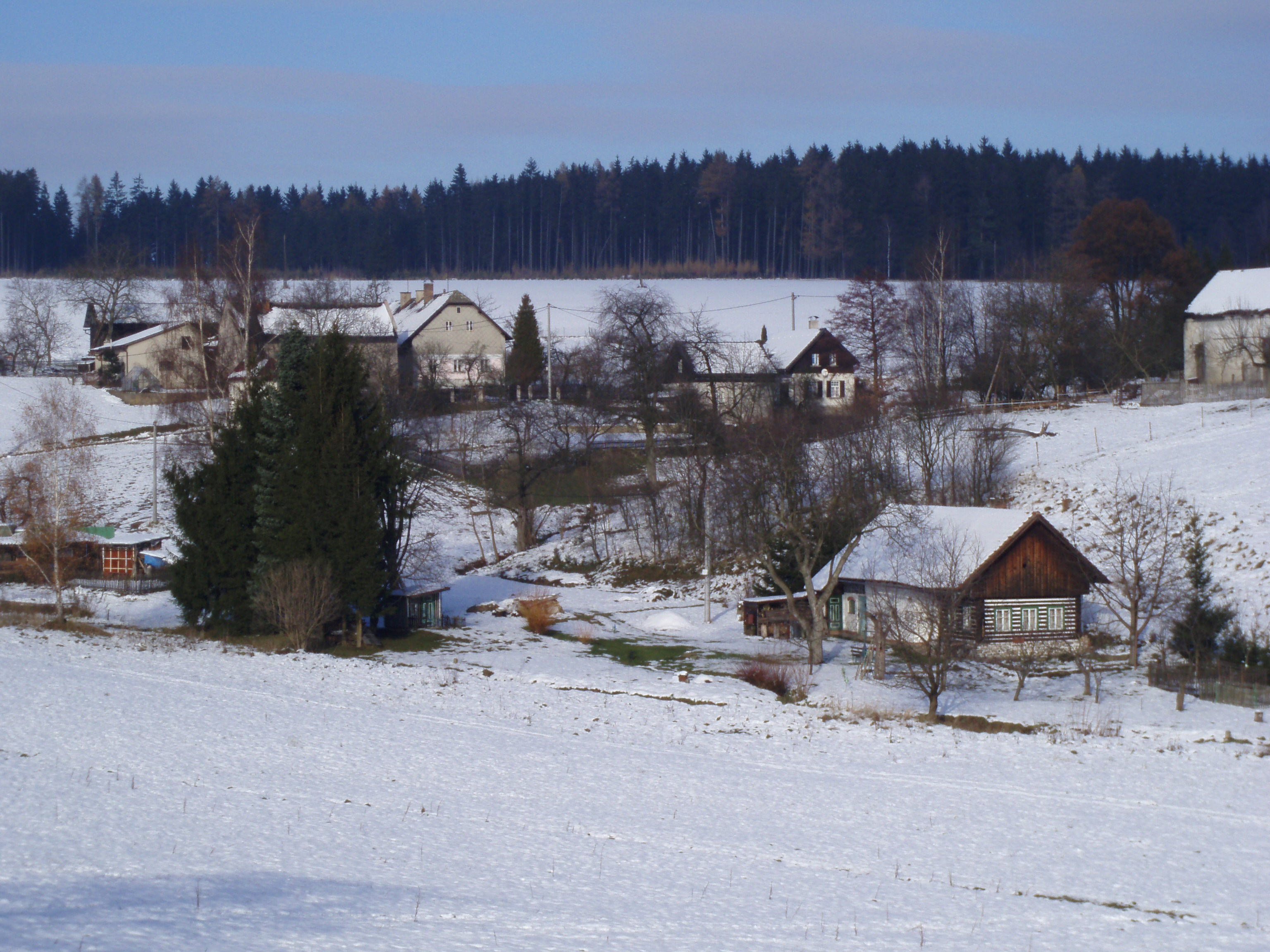
Centrum wsi zimą

Centrum wsi położone jest w dolinie potoku i zboczach położonych nad nią. Najwyższymi punktami są Vysoký Tábor (454 m n.p.m.) i Na příčnici (484,4 m n.p.m.).
Obszar katastralny Křižanova należy geologicznie do Česká křídová pánev, co oznacza, że jest częścią Masywu Czeskiego. Większość wsi w sensie chronostratygraficznym należy do późnej kredy, a dokładniej do dolnego oraz środkowego turonu. Dlatego można tutaj znaleźć głównie piaszczyste margle oraz spongiolity. W dolinie potoku występują czwartorzędne kamieniste oraz gliniasto-kamieniste osady z różnym składem mineralnym.

### Fauna i flora
Lokalna fauna i flora składa się z typowych gatunków Europy Środkowej.

### Ochrona przyrody
Na tym terenie nie znajdują się obszary chronione.

## Demografia

### Liczba ludności
| Rok             | 1869 | 1880 | 1890 | 1900 | 1910 | 1921 | 1930 | 1950 | 1961 | 1970 | 1980 | 1991 | 2001 |
| --------------- | ---- | ---- | ---- | ---- | ---- | ---- | ---- | ---- | ---- | ---- | ---- | ---- | ---- |
| Liczba ludności | 78   | 83   | 95   | 90   | 72   | 84   | 67   | 49   | 40   | 24   | 21   | 17   | 12   |

Źródło: Czeski Urząd Statystyczny

### Liczba domów
| Rok          | 1869 | 1880 | 1890 | 1900 | 1910 | 1921 | 1930 | 1950 | 1961 | 1970 | 1980 | 1991 | 2001 |
| ------------ | ---- | ---- | ---- | ---- | ---- | ---- | ---- | ---- | ---- | ---- | ---- | ---- | ---- |
| Liczba domów | 18   | 20   | 21   | 21   | 20   | 21   | 20   | 17   | -    | 7    | 9    | 15   | 17   |

Źródło: Czeski Urząd Statystyczny

## Historia
Pierwsza wzmianka o wsi pochodzi z 1540 r., kiedy umarł Petr Straka z Nedabylic i posiadłość Studnice została podzielona pomiędzy jego synów. Mečov otrzymał w dziedzictwie Jan Straka z Nedabylic.
Do 1961 r. część gminy Litoboř, 1961-1985 Mezilečí i od 1985 r. Hořičky.

## Zabytki
- Kapliczka Najświętszej Marii Panny z 1909 r.[6]